# Popkowice
Popkowice – wieś w Polsce położona w województwie lubelskim, w powiecie kraśnickim, w gminie Urzędów.
Wieś szlachecka  położona była w drugiej połowie XVI wieku w powiecie urzędowskim województwa lubelskiego. W latach 1975–1998 miejscowość administracyjnie należała do ówczesnego województwa lubelskiego.
Wieś stanowi sołectwo gminy Urzędów.
Po wojnie Ministerstwo Bezpieczeństwa Publicznego utworzyło we wsi obóz pracy nr 154 dla byłych żołnierzy AK i podziemia niepodległościowego.